# 科爾德斯普林斯鎮區 (密歇根州)
科爾德斯普林斯鎮區（英語：Coldsprings Township）是位於美國密歇根州卡爾卡斯卡縣的一個行政鎮區。

## 地方資料
科爾德斯普林斯鎮區的面積為93.90平方千米，當中陸地面積為89.30平方千米，而水域面積為4.60平方千米。根據2020年美國人口普查的數據，當地共有人口1551人，而人口密度為每平方千米16.52人。